# دونالد مولز
دونالد مولز (14 يوليو 1998) هو لاعب كرة قدم كاميروني، يجيد اللعب في خط الوسط لعب سابقاً في نادي نجران السعودي.

## روابط خارجية
دونالد مولز على موقع قاعدة بيانات كرة القدم.إي يو (الإنجليزية)